# Flaga Ełku
Flaga Ełku – jeden z symboli miejskich Ełku.

## Symbolika i historia
Flagą Ełku jest prostokątny płat tkaniny o proporcjach boków 5:8, obustronnie jednakowy, o dwóch poziomo ułożonych polach: błękitnym u góry i zielonym u dołu. Proporcje szerokości pola barwy błękitnej do zielonej wynoszą 1:1. W środku pola flagowego umieszczony jest herb miasta (dopuszczalna jest również wersja flagi bez herbu). Flaga jest wewnętrznym znakiem reprezentacyjnym, symbolizującym miasto jako gminę.
Zgodnie ze statutem miasta barwami Ełku są kolory niebieski i zielony. Flaga o tych kolorach symbolizuje położenie miasta nad jeziorem w otoczeniu lasów. Herb, barwy oraz hejnał miasta uchwalone zostały przez Radę Miasta.
Choć barwy miasta ustalone zostały kilkanaście lat temu, dopiero w 2008 r. po raz pierwszy uszyto 350 flag i zawieszono je na ełckich ulicach. Zgodnie z decyzją Prezydenta Ełku będą one rozwieszane wraz z flagami państwowymi i będą towarzyszyły najważniejszym wydarzeniom patriotyczno-religijnym w Ełku.
Flaga miasta podlega ochronie prawnej. Zgodę na używanie herbu i niebiesko-zielonych flag miasta wyraża Prezydent Miasta.
Wzór flagi określa załącznik nr 3 do statutu miasta Ełk.

## Kolory flagi Ełku symbolizują
- niebieski (błękit) – jeziora (czystość, lojalność, wierność)
- zielony – lasy (miłość, radość, obfitość)